# Adam Obert
Adam Obert (* 23. srpna 2002 Bratislava) je slovenský fotbalista, který hraje jako střední obránce za Cagliari a slovenskou reprezentaci.

## Klubová kariéra
Ze Zbrojovky Brno U17 přestoupil do Itálie. Hrál za U19 Janova. V sezóně 2021/22 hrál za A-tým Cagliari Calcio. 24. října 2021 debutoval v Serii A proti Fiorentině.

## Reprezentační kariéra
Hrál za Slovensko do 16, 17, 18 a 21 let. 20. listopadu 2022 debutoval za seniorskou reprezentaci. Byl nominován do sestavy na Mistrovství Evropy ve fotbale 2024.